# بار، مونته‌نگرو
شهر بار (به روسی: Бар) در کشور مونته‌نگرو واقع شده‌است. جمعیت این شهر ۱۴٫۸۷۱ نفر  است. در تاریخ سده ۶ (میلادی) به عنوان شهر شناخته شد.